# Orchestra Simfonică București
Orchestra Simfonică București este prima orchestră privată din București și din România, fondată în 2006. Orchestra fost înființată de trei muzicieni ambițioși și reunește în componența sa cei mai valoroși artiști instrumentiști din România. Din dorința de a oferi iubitorilor de muzică posibilitatea de a intra în contact cu muzica de calitate, Orchestra Simfonică București dezvoltă concepte muzicale originale și inovatoare, transpuse pe scena stagiunii anuale Salut CULTURA!. 
Orchestra Simfonică București abordează o paletă variată de repertoriu, de la muzica clasică până la stiluri mai puțin convenționale, precum muzică de film, pop/rock și crossover. Începând cu Septembrie 2022, John Axelrod a preluat postul de dirijor principal al Orchestrei Simfonice București. 

## Istorie
Misiunea Orchestrei Simfonice București este promovarea excelenței în muzică și atragerea tinerilor către sălile de concert.
Orchestra Simfonică București a concertat alături de artiști de talie internațională precum:
- renumitele soprane Irina Baianț, Angela Gheorghiu, Sarah Brightman, Vassiliki Karayanni, Elena Moșuc,  Tarja Turunen, Joanna Woss
- dirijorii Jin Wang, Nicolae Moldoveanu, Alexandre Bloch, Tiberiu Soare, Conrad van Alphen, Jose Luis Gomez, David Handel, Benoit Fromanger, Nicholas Krauze, Timothy Henty, Sarah Chang,
- violoniștii Daishin Kashimoto - prim concertmaestrul al Berliner Philharmoniker, Erik Schumann, David Lefevre - prim concertmaestrul al Filarmonicii din Monte Carlo, George Tudorache - concertmaestru în cadrul London Symphony Concertmaster, Corina Belcea, Alexandru Tomescu, Gabriel Croitoru
- pianiștii Viniciu Moroianu, Răzvan Dragnea, Eduard Kunz, Alexander Schimpf, Edit Maria Fazakas și Pierre Reach
- violonceliștii Claudio Bohorquez, Rodin Moldovan de la Leipzig MDR Orchester
- artiști internaționali renumiți precum: Edward Maya - producer/artist/dj, Bogdan Băcanu - marimba, Gheorghe Zamfir - nai, Toto Cutugno, Direcția 5, Transsylvania Phoenix.

Orchestra Simfonică București este prima orchestra română ce are ca director artistic si dirijor principal permanent din altă țară. Din 2018, dirijorul austriac de origine chineză, Jin Wang, a preluat postul de dirijor principal. 
Alături de Benoit Fromanger Orchestra Simfonica Bucuresti a accentuat prezentarea de lucrări muzicale mai puțin cântate, precum piese din repertoriul compozitoarei Mélanie Bonis (contemporan cu Claude Debussy) și al altor autori mai puțin cunoscuți. 
Orchestra Simfonică București a concertat în România săli importante precum Ateneul Român, Teatrul Național București, Opera Națională București și Sala Palatului.
În calitate de ambasador cultural al României, Orchestra Simfonică București a fost prima orchestră română invitată în 2013 alături de dirijorul francez Benoît Fromanger, să concerteze în premieră în șapte săli celebre din America de Sud, precum: Teatro Colón din Buenos Aires/Argentina, Teatro El Circulo din Rosario/Argentina Sala São Paulo din São Paulo/ Brazilia, Gran Teatro Nacioanal din Lima/ Peru și Teatro Solís din Montevideo/Uruguay. În 2017, Orchestra Simfonica Bucuresti a fost invitata pentru a doua ediție a turneului în America de Sud, în calitate de Ambasador Cultural.
Orchestra Simfonică București a participat la festivaluri naționale și internaționale de renume, precum: Festivalul International ”George Enescu”, Festivalul Internațional ”Clara Haskil” Arhivat în 6 martie 2016, la Wayback Machine. – Sibiu, Bucharest Music Film Festival, Festivalul “Dilema Veche” Arhivat în 1 martie 2016, la Wayback Machine., Festivalul “Rencontres de Calenzana” – Corsica/Franța.
Sub bagheta dirijorului Jin Wang, Orchestra Simfonică București a susținut 20 de concerte în cadrul primului său turneu în Republica Populară Chineză, devenind astfel prima orchestră simfonică din România care a concertat după anul 1990 în Shanghai, Nanjing, Ningbo, Suzhou, Wuxi, Changzhou și Hangzhou.
Zeci de muzicieni români, cunoscuți în întreaga lume, au fost acasă, pe scena Ateneului Român pe 4 septembrie 2018. Au sosit din America, Elveția, Italia, Germania, Austria, Spania, Grecia sau Liban, pentru a alcătui Orchestra Internațională a Românilor, un proiect de suflet al Asociației Orchestra Simfonică București, desfășurat cu sprijinul ArCub. Mulți instrumentiști cu o carieră internațională impresionantă, s-au reunit într-o orchestră în România, unde au făcut primele ore de muzică. Marea Unire de la 1 decembrie a fost sărbătorită prin semnificația aducerii românilor de pretutindeni pe aceiași scenă. Concertul i-a avut ca invitați în calitate de soliști pe celebra soprană Elena Moșuc, Bogdan Băcanu, Christopf Sietzen, Rodin Moldovan și pe dirijorul elvețian de origine română, Nicolae Moldoveanu, cu o carieră impresionantă pe mari scene ale lumii. 
Proiectul ROMÂNIA DĂ TONUL UNIUNII EUROPENE, desfășurat între 8 -23 iunie 2019, a avut ca misiune consolidarea atenției către România, prin cel mai inedit și modern mod: flash mob-ul. Prin participarea la aceste manifestări artistice s-a asigurat întărirea legăturii dintre cetățeni și Uniunea Europeană, prin implicarea mai activă a acestora în dezvoltarea temelor europene. Arta, prin muzică, poate asigura liantul unității în diversitate, concept specific Uniunii Europene. Un proiect câștigător la sesiunea de finanțări lansată de Guvernul României, prin Ministerul Culturii și al Identității Naționale și finanțat în parte de Asociația Philson Young, proiectul ROMÂNIA DĂ TONUL UNIUNII EUROPENE a readus în atenția publicului valorile fundamentale care au gravitat în conștiința generațiilor anterioare și care, deși astăzi ar putea fi considerate desuete, pot consolida cu succes relațiile culturale. Urmare a acestui proiect s-au auzit lucrări muzicale celebre din muzica clasică în locații inedite precum aeroporturi și gări din Uniunea Europeană. Cele șase flash mob-uri au avut loc în Madrid, 9 iunie - Aeroportul Adolfo Suárez-Madrid Barajas, Praga,11 Iunie - Gara Centrală, Bratislava, 12 Iunie - Aeroportul Bratislava, Viena, 13 Iunie - Gara Centrală, Bruxelles, 14 Iunie - Aeroportul Bruxelles și Helsinki, 22 Iunie - Gara Centrală.  
Atelierele Sympho Kids reprezintă componenta educativă a Stagiunii SalutCULTURA! și deschid calea către magia instrumentelor muzicale. Copiii învață despre orchestră, instrumente, dirijor și a rolului său, descrierea tehnicilor specifice interpretării și vor urmări prezentarea tematică a lucrărilor specifice epocii. Prin proiectul SalutCULTURA!, Orchestra Simfonică București dezvoltă cu răbdare și perseverență valorile muzicale fundamentale care caracterizează societățile dezvoltate. Workshop-urile Sympho Kids cuprind prezentări interactive destinate captivării curiozității pentru instrumente muzicale și trezirea interesului copiilor pentru muzica clasică. 

## Discografie
Orchestra Simfonică București a înregistrat patru CD-uri. 
- "Mel Bonis" - lucrări orchestrale complete, casa de discuri Chant de Linos
- "Very Classic" - dublu album Marcel Pavel -  arii de operă, chansonnete, crossover
- "Beethoven - Titanul"
- "Red Mansion Dream" - 2018, compozitor Erqing Wang, durata 2h.20m

## Stagiunea "Salut CULTURA!"
Orchestra Simfonică București a dezvoltat concepte muzicale originale și inovatoare, reunite sub numele Salut CULTURA!. Renumele și recunoașterea au venit odată cu seria impresionantă de concerte și evenimente organizate atât în săli de concerte tradiționale, în aer liber, cât și în locuri mai puțin convenționale. Orchestra Simfonică București abordează o gamă largă de repertorii, de la muzică clasică la muzică de film, pop / rock și crossover. Misiunea Orchestrei Simfonice București este de a promova excelența muzicală și de a atrage tinerii în sălile de concert.

## Articole
- Angela Gheorghiu celebrată de Orchestra Simfonică București cu ocazia Galei Aniversare 2010 [4]
- Phoenix & Orchestra Simfonică București la Opera [5]
- Orchestra Simfonică București în Spectacolul All Stars Christmas [6]
- Recenzii și poze Orchestra Simfonică București din All Stars Christmas [7]
- Orchestra Simfonică București alături de Smiley, Elena Gheorghe, Cristina Rus în All Stars Christmas Show [8]